# Epipyrops epityraea
Epipyrops epityraea is een vlinder uit de familie Epipyropidae. De wetenschappelijke naam van deze soort is voor het eerst geldig gepubliceerd in 1974 door Scheven.
De soort komt voor in tropisch Afrika.